# Coccygidium anator
Coccygidium anator är en stekelart som först beskrevs av Fabricius 1804.  Coccygidium anator ingår i släktet Coccygidium och familjen bracksteklar. Inga underarter finns listade i Catalogue of Life.